# 紫褐鸚嘴魚
紫褐鸚嘴魚，為輻鰭魚綱鱸形目隆頭魚亞目鸚哥魚科的其中一種，分布於西印度洋區，從紅海至索馬利亞海域。1871年，德國醫生和動物學家 Carl Benjamin Klunzinger（1834-1914）首次將 Scarus fuscopurpureus 正式描述為 Pseudoscarus forskalii fuscopurpureus，模式產地為埃及紅海省Al-Qusair。棲息深度2-20公尺，本魚體延長而略側扁，頭部輪廓呈平滑的弧型，體色依性別及年齡有所不同，初始階段的魚體色為淺色和紫棕色，鱗片邊緣呈紅色，尾鰭截短至邊緣，終端型雄魚可能在背鰭軟條下方有一條黃色帶和一條黃色邊緣的月狀尾，雌魚可能呈現淺灰色側條紋和較深的顏色，體長可達38公分，棲息在沙底質、珊瑚礁海域，成小群或成對活動，以喙型齒板啃食珊瑚礁的藻類為食，夜晚會分泌黏液做成「繭」以防範掠食動物，可成為食用魚。